# Notre-Dame-de-Riez
Notre-Dame-de-Riez ist eine französische Gemeinde mit 2.179 Einwohnern (Stand: 1. Januar 2022) im Département Vendée in der Region Pays de la Loire. Die Gemeinde gehört zum Arrondissement Les Sables-d’Olonne und ist Mitglied des Gemeindeverbandes Pays de Saint-Gilles-Croix-de-Vie Agglomération. Die Bewohner werden Riezais und Riezaises genannt.

## Geografie
Notre-Dame-de-Riez liegt etwa 29 Kilometer nordnordwestlich von Les Sables-d’Olonne und etwa 37 Kilometer westnordwestlich von La Roche-sur-Yon nahe der Côte de Lumière der Atlantikküste. Die Gemeinde wird im Süden vom Fluss Vie begrenzt. Der Ligneron entwässert das nördliche und westliche Gebiet der Gemeinde, bevor er im äußersten Südwesten in den Ligneron mündet.
Umgeben wird Notre-Dame-de-Riez von den Nachbargemeinden Soullans im Norden, Commequiers im Osten, Le Fenouiller im Süden sowie Saint-Hilaire-de-Riez im Westen.

## Bevölkerungsentwicklung
| Jahr                       | 1962 | 1968 | 1975 | 1982 | 1990 | 1999 | 2006 | 2013 | 2020 |
| Einwohner                  | 662  | 650  | 713  | 922  | 957  | 1211 | 1746 | 1984 | 2162 |
| Quellen: Cassini und INSEE |      |      |      |      |      |      |      |      |      |

## Sehenswürdigkeiten
- Der Menhir Le Pré-Doux und der Menhir, genannt „La Pierre-au-Trésor-de-la-Triée“, sind jeweils seit 1924 als Monument historique klassifiziert.
- Die Pfarrkirche Notre-Dame-de-l’Assomption wurde zwischen 1888 und 1889 neu gebaut. Da die alte Kirche stark beschädigt war, wurde nach zahlreichen Debatten beschlossen, ein neues Gotteshaus zu bauen. Die Kirche zeigt einen Grundriss in Form eines lateinischen Kreuzes und halbrunder Apsis. Das einschiffige Langhaus mit drei Jochen ist besitzt ein Tonnengewölbe. Zwei Kapellen oder Sakristeien von geringer Höhe umrahmen den Chor. Die Fassade wird von einem halbkreisförmigen Eingangsportal durchbrochen, das von einem Giebel gekrönt wird. Der Glockenturm mit quadratischem Grundriss erhebt sich über die Fassade und verstärkt den Höheneffekt des Gebäudes. Es wird von einem steinernen Helm gekrönt und von vier Zinnen flankiert. Ein schlanker Erker bildet die Verbindung zwischen Portal und Glockenturm.[1]

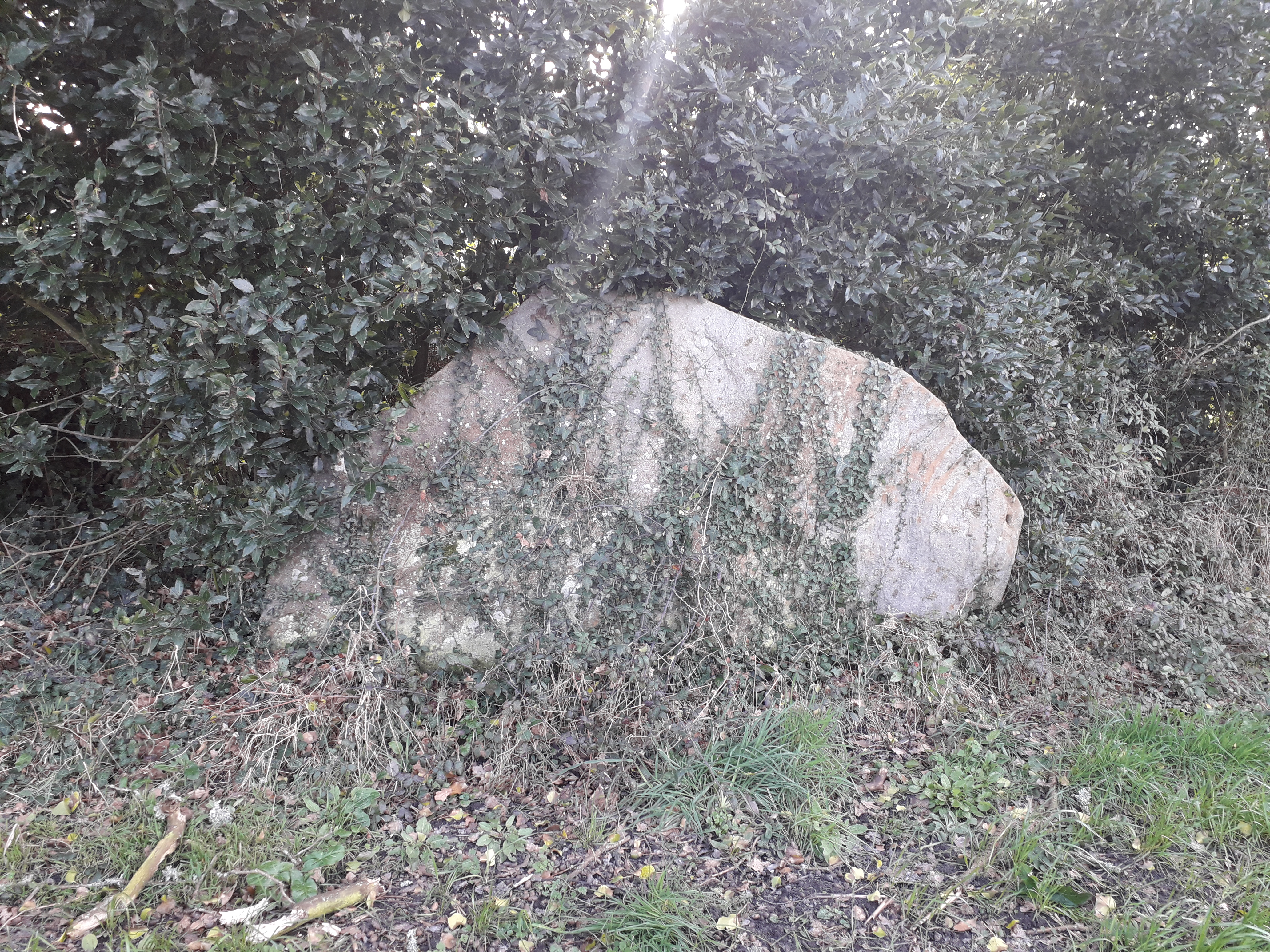
Menhir Le Pré-Doux (Foto von 1924)
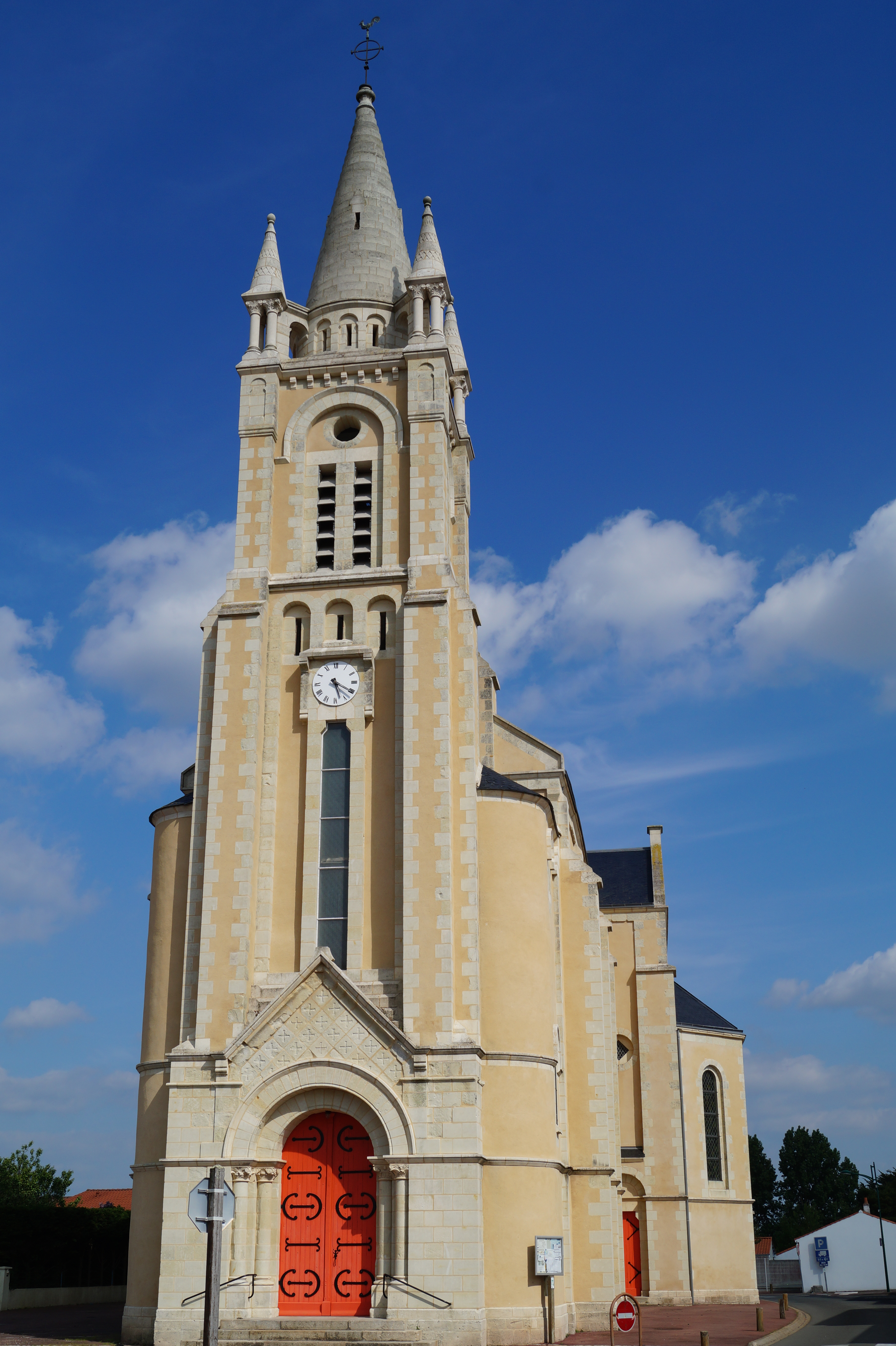
Pfarrkirche Notre-Dame-de-l’Assomption